# Araneus pseudoconicus
Araneus pseudoconicus är en spindelart som beskrevs av Schenkel 1936. Araneus pseudoconicus ingår i släktet Araneus och familjen hjulspindlar. Inga underarter finns listade i Catalogue of Life.